# سيباستيان بوينيش
سيباستيان بوينيتش (مواليد 1 فبراير 1987 في غليفيتشي - بولندا) لاعب كرة قدم بولندي يلعب حاليا لصالح نادي الدرجة الأولى فيردر بريمين الألماني منذ 2007 في مركز الظهير الأيسر .

## روابط خارجية
- سيباستيان بوينيش على موقع الاتحاد الأوربي (الإنجليزية)
- سيباستيان بوينيش على موقع قاعدة بيانات كرة القدم.إي يو (الإنجليزية)
- سيباستيان بوينيش على موقع بيانات كرة القدم. دي إي (الألمانية)
- سيباستيان بوينيش على موقع ناشيونال فوتبول تيمز (الإنجليزية)
- سيباستيان بوينيش على موقع Soccerbase.com (لاعب) (الإنجليزية)
- سيباستيان بوينيش على موقع Soccerway.com (الإنجليزية)
- سيباستيان بوينيش على موقع عالم كرة القدم.نت (الإنجليزية)
- سيباستيان بوينيش على موقع كووورة
- سيباستيان بوينيش على موقع AS.com (الإسبانية)